# Heinrich Richard Reder

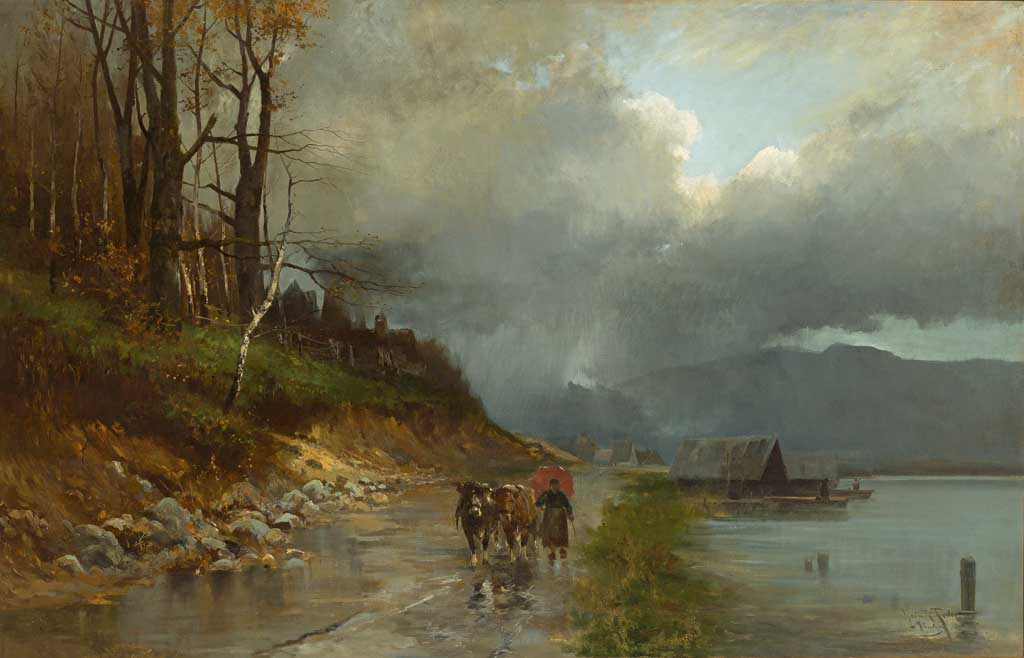
Ochsen am Seeufer

Heinrich Richard Reder (* 25. Mai 1862 in Memmingen; † 11. November 1942 in München) war ein deutscher Landschaftsmaler, „Regen-Reder“ genannt.
Reder wurde als Sohn eines Memminger Bezirksgerichtsrates geboren. Er studierte Freihandzeichnen an der Königlich Bayerischen Technischen Hochschule München bei Philipp Sporrer und setzte sein Studium ab dem 12. Oktober 1880 an der Königlichen Akademie der Künste in München bei Gabriel von Hackl fort.
Nach Beendigung des Studiums blieb er in München als freischaffender Künstler tätig. Er unternahm Studienreisen nach Österreich, in die Schweiz und die Vereinigten Staaten. Neben stimmungsvollen Landschaften malte er auch Schlachtenszenen. Er war Mitglied der Münchner Künstlergenossenschaft. Reder war u. a. 1942 auf der Großen Deutschen Kunstausstellung in München mit zwei Ölgemälden vertreten.